# علامات وأعراض مرض جريفز
تنجم علامات مرض جريفز( Graves' disease) وأعراضه بشكل عام عن التأثيرات المباشرة وغير المباشرة لفرط نشاط الغدة الدرقية ، باستثناء حالات اعتلال العين لدى غريفز ، وتضخم الغدة الدرقية والوذمة المخاطية القبيحة (التي تسببها عمليات المناعة الذاتية لمرض جريفز). هذه المظاهر السريرية دراماتيكية وتنطوي على كل جهاز في الجسم. الآليات التي تتوسط هذه الآثار ليست مفهومة جيدًا. ترتبط شدة علامات وأعراض فرط نشاط الغدة الدرقية بمدة المرض ، وحجم هرمون الغدة الدرقية الزائد ، وعمر المريض. هناك أيضًا تنوع كبير في الاستجابة الفردية لفرط نشاط الغدة الدرقية والحساسية الفردية لتقلبات هرمون الغدة الدرقية بشكل عام. علاوة على ذلك ، يمكن لمرضى مرض جريفز الخضوع لفترات من قصور الغدة الدرقية (لمزيد من المعلومات ، انظر أعراض قصور الغدة الدرقية): قد يكون العثور على الجرعة المناسبة من كبت هرمون الغدة الدرقية و / أو المكملات أمرًا صعبًا ويستغرق وقتًا. يمكن أن تتغير أيضًا حاجة الجسم لهرمون الغدة الدرقية بمرور الوقت ، كما هو الحال في الأشهر الأولى بعد العلاج باليود المشع (RAI). يمكن أن تكون أمراض المناعة الذاتية في الغدة الدرقية متقلبة أيضًا: فرط نشاط الغدة الدرقية يمكن أن يتقاطع مع قصور الغدة الدرقية والغدة الدرقية.

## عام
- تضخم الغدة الدرقية (تضخم الغدة الدرقية). إذا نمت الغدة الدرقية بشكل كبير بما فيه الكفاية ، فقد تضغط على العصب الحنجري الراجع ، مما يؤدي إلى شلل الحبل الصوتي ، وخلل الصوت ، وحتى صرير التنفس. قد يؤدي ضغط السلسلة المتعاطفة إلى متلازمة هورنر . [1]
- اعتلال العين في جريفز (بروز إحدى العينين أو كلتيهما)
- وذمة مخاطية قبل الحكة
- قد تشمل ميزات القلب والأوعية الدموية ارتفاع ضغط الدم ومعدل ضربات القلب التي قد تكون سريعة أو غير منتظمة في طبيعتها ؛ قد يُنظر إليها على أنها خفقان . [2] تشمل النتائج الأقل شيوعًا تضخم البطين الأيسر ، وتقلصات الأذين البطيني وأوانها ، والرجفان الأذيني ، وفشل القلب الاحتقاني ، والذبحة الصدرية ، واحتشاء عضلة القلب ، والانصمام الجهازي ، والوفاة من انهيار القلب والأوعية الدموية ومقاومة بعض الآثار الدوائية ( ديجوكسين ، كومادين ).
- فرط المنعكسات ، مع مرحلة استرخاء سريعة.
- رد فعل مفرط بشكل واضح لجميع أنواع المحفزات.
- غالبًا ما تكون الزيادة الملحوظة في التعب ، أو الوهن ، بارزة. يمكن الجمع بين هذا التعب المتزايد مع فرط النشاط . يلاحظ المرضى أنهم مضطرون إلى النشاط المتواصل ، والذي يتسبب في إرهاق كبير.
- أرق [3]
- رعاش (اهتزاز ناعم عادة ، رعاش أصابع ممدودة). في دراسة صغيرة لمرضى فرط نشاط الغدة الدرقية المشخصين حديثًا ، لوحظ رعاش في 76٪ منهم. [4] تضع بعض الدراسات سبب ارتعاش الغدة الدرقية مع ارتفاع حالة بيتا الأدرينالية ، وتشير دراسات أخرى إلى زيادة التمثيل الغذائي للدوبامين . [5] [6]
- فقدان الوزن على الرغم من الشهية الطبيعية أو المتزايدة. يزداد وزن بعض المرضى (خاصة الأصغر منهم) بسبب التحفيز المفرط للشهية الذي يتجاوز تأثير فقدان الوزن. [7]
- زيادة الشهيه .
- ضعف أو ضعف العضلات (خاصة في عضلات الذراعين والساقين الكبيرة). يحدث هذا الأخير في 60 إلى 80 في المائة من المرضى الذين يعانون من فرط نشاط الغدة الدرقية غير المعالج. [8] نادرا ما يكون ضعف العضلات هو الشكوى الرئيسية. ترتبط احتمالية ودرجة ضعف العضلات مع مدة وشدة حالة فرط نشاط الغدة الدرقية ، وتصبح أكثر احتمالية بعد سن الأربعين. تعود قوة العضلات تدريجيًا على مدار عدة أشهر بعد علاج فرط نشاط الغدة الدرقية.
- تنكس العضلات
- ضيق التنفس
- زيادة التعرق
- عدم تحمل الحرارة
- جلد دافئ ورطب [9]
- شعر رقيق وناعم
- احمرار المرفقين موجود بشكل متكرر. من المحتمل أن يكون نتيجة لمزيج من زيادة النشاط ، جزء مكشوف ، ونظام حركي وعائي مفرط التهيج.
- التهابات الجيوب الأنفية المزمنة
- أظافر هشة
- مسمار بلامر
- تضخم الثدي غير الطبيعي عند الرجال [10]
- أعراض الجهاز الهضمي. يشمل ذلك زيادة حركات الأمعاء ، لكن سوء الامتصاص غير معتاد.
- زيادة مستويات الكالسيوم في الدم (بنسبة تصل إلى 25 ٪ - تعرف باسم فرط كالسيوم الدم ). يمكن أن يسبب هذا اضطراب في المعدة ، والتبول المفرط ، وضعف وظائف الكلى. [11]
- يمكن تنشيط مرض السكري أو تكثيفه وتفاقم سيطرته. يتم تحسين مرض السكري أو قد يختفي عند علاج التسمم الدرقي.
- يمكن العثور على دليل على مرض كبدي خفيف أو شديد.
- قد تشمل الأعراض التناسلية لدى الرجال انخفاض هرمون التستوستيرون الحر (بسبب ارتفاع مستوى الجلوبيولين المرتبط بهرمون التستوستيرون) ، تناقص الرغبة الجنسية ، ضعف الانتصاب وضعف (عكسى) إنتاج الحيوانات المنوية مع انخفاض متوسط كثافة الحيوانات المنوية ، ارتفاع معدل حدوث تشوهات الحيوانات المنوية ، وانخفاض حركة الخلايا المنوية. قد تواجه النساء الحيض نادرة أو غير النظامية ويذكر تدفق الطمث جنبا إلى جنب مع تصور صعوبة، العقم والمتكررة الإجهاض . [12] [13]
- قد تحدث نوبات عصبية ، اعتلال عصبي من انحباس العصب عن طريق آفات الوذمة المخاطية قبل الحكة ، والشلل الدوري لنقص بوتاسيوم الدم . كنعاني ، choreia ، و الضرر الجهاز القشري ، نادرة. يعتبر الاعتلال الدماغي الحاد للدماغ نادرًا جدًا.

## التأثيرات على الهيكل العظمي
ويرتبط فرط نشاط الغدة الدرقية الصريح بإعادة تشكيل العظام المتسارع (مما يؤدي إلى زيادة مسامية العظام القشرية وانخفاض حجم العظام الترابية) ، وانخفاض كثافة العظام بشكل عام ، وهشاشة العظام ، وزيادة في معدل الكسر. ترتبط التغيرات في التمثيل الغذائي للعظام بتوازن الكالسيوم السلبي ، وزيادة إفراز الكالسيوم والفوسفور في البول (فرط كالسيوم البول) والبراز ، ونادراً فرط كالسيوم الدم. في فرط نشاط الغدة الدرقية ، تنخفض مدة الدورة الطبيعية لارتشاف العظام لمدة 200 يومًا تقريبًا ، وترتبط كل دورة بفقدان العظام بنسبة 9.6 بالمائة. في قصور الغدة الدرقية ، تقرب مدة الدورة 700 يوم تقريبًا وترتبط بزيادة بنسبة 17 بالمائة في العظم المعدني.
مدى انخفاض كثافة العظام في معظم الدراسات هو 10-20٪. تختلف المظاهر السريرية على العظام اعتمادًا على عمر المريض. المرأة بعد سن اليأس هي الأكثر حساسية لفقدان العظام المتسارع من التسمم الدرقي. يمكن أن يؤدي نمو العظام المتسارع لدى الأطفال المتناميين إلى زيادة التعظم على المدى القصير ، ولكنه يؤدي بشكل عام إلى البالغين قصر القامة مقارنة بالارتفاعات المتوقعة.
مع إدخال الأدوية المضادة للغدة الدرقية واليود المشع في أربعينيات القرن الماضي ، أصبح مرض عظم فرط نشاط الغدة الدرقية الظاهر سريريًا أقل شيوعًا. ومع ذلك ، فقد أظهرت قياسات كثافة العظام أن فقدان العظام شائع في المرضى الذين يعانون من فرط نشاط الغدة الدرقية ، وبدرجة أقل ، في المرضى الذين يعانون من فرط نشاط الغدة الدرقية تحت السريري. إن تاريخ فرط نشاط الغدة الدرقية هو عامل خطر لكسر الورك في وقت لاحق من الحياة ، والذي بدوره هو أحد أسباب الوفاة المتأخرة الزائدة في مرضى فرط نشاط الغدة الدرقية سابقًا. لذلك من المنطقي الافتراض أنه في بعض مرضى فرط نشاط الغدة الدرقية ، لا تعود كثافة العظام تمامًا إلى وضعها الطبيعي بعد العلاج المضاد للغدة الدرقية.
ومع ذلك ، إذا تم علاج التسمم الدرقي مبكرًا ، يمكن تقليل فقدان العظام. يمكن تحديد مستوى الكالسيوم في الدم عن طريق اختبار دم بسيط ، ويمكن لفحص كثافة العظام توثيق كمية فقدان العظام. هناك العديد من الأدوية التي يمكن أن تساعد في إعادة بناء كتلة العظام ومنع المزيد من فقدان العظام. وقد ثبت أن العلاج Risedronate للمساعدة في استعادة كتلة العظام في هشاشة العظام / هشاشة العظام المرتبطة بمرض جريفز. ومع ذلك ، فإن تمارين تحمل الوزن ، واتباع نظام غذائي متوازن ، واستهلاك الكالسيوم من حوالي 1500 ملغ في اليوم وما يكفي من فيتامين د ، هي بالطبع أسس أولية.